# Protocolo (diplomática)
En diplomática el protocolo son las fórmulas iniciales de un documento con valor jurídico. La expresión viene del latín medieval protocollum y esta a su vez del griego, que significaba la primera plagula (folio) de un papiro.
Aunque coincidan en buena parte, no debe confundirse con otras acepciones de la palabra "protocolo" en relación con la diplomacia (las relaciones internacionales).
Su introducción en el lenguaje de la diplomática se debe a Theodor von Sickel que lo empleó para identificar las partes introductivas y conclusivas de los documentos públicos. Dado que la parte final de un documento presenta una forma y división distinta de la inicial, se acuñó -especialmente en ámbito francés- la expresión protocolo inicial y protocolo final, pero ya que el término protocolo tiene relación con lo que es primero, se optó por acuñar otra expresión para referirse a las partes finales de un documento, es decir el escatocolo.
Según los diplomatistas, el protocolo puede tener las siguientes partes:
La invocación (lat. invocatio) que es una referencia a la divinidad, mención que se daba por medio de un símbolo (por ejemplo, una cruz o monograma), las iniciales de Jesucristo o bien, desde el siglo VI, una frase (típica es la de En nombre de la santa e individua Trinidad o bien En nombre del Señor).
La intitulación (lat. intitulatio) que es la indicación del nombre y títulos de la autoridad que emite el documento. A veces a la enumeración de los títulos se añade una fórmula de humildad o de piedad (por la gracia de Dios o servus servorum Dei para los papas).
La inscripción (lat. inscriptio) que incluye el nombre y títulos del destinatario del documento. Desde el siglo XII el uso de la cancillería pontificia de sustituir con dos puntos en horizontal el nombre del destinatario se hizo práctica común. El motivo del uso de estos puntos (llamados gemipunctus en latín) era que el documento se dirigía a la persona solo en cuanto ocupaba determinado cargo y que si esta era sustituida durante la elaboración y llegada a destino del documento mantuviera su validez.
El saludo (lat. salutatio) que se añadía a los documentos con forma de epístola.
La fórmula de perpetuidad que se añadía a los documentos llamados privilegios.